# Lamuk (Kalikajar)
Lamuk is een bestuurslaag in het regentschap Wonosobo van de provincie Midden-Java, Indonesië. Lamuk telt 2648 inwoners (volkstelling 2010).